# Asphondylia lantanae
Asphondylia lantanae är en tvåvingeart som beskrevs av Ephraim Porter Felt 1920. Asphondylia lantanae ingår i släktet Asphondylia och familjen gallmyggor. Inga underarter finns listade i Catalogue of Life.